# Jelašnica (Niška Banja)
Pour les articles homonymes, voir Jelašnica.
Jelašnica (en serbe cyrillique : Јелашница) est une localité de Serbie située dans la municipalité de Niška Banja et sur le territoire de la ville de Niš, district de Nišava. Au recensement de 2011, elle comptait 1 566 habitants.
Jelašnica est officiellement classée parmi les villages de Serbie.

## Démographie

### Évolution historique de la population
| 1948  | 1953  | 1961  | 1971  | 1981  | 1991  | 2002  | 2011  |
| ----- | ----- | ----- | ----- | ----- | ----- | ----- | ----- |
| 1 817 | 2 078 | 2 347 | 1 853 | 1 771 | 1 724 | 1 695 | 1 566 |

|  |